# Bismarckdenkmal (Darmstadt)
Das Bismarckdenkmal (auch: Bismarck-Brunnen) ist ein Denkmal in Darmstadt.

## Geschichte und Beschreibung
Das Bismarckdenkmal wurde im Jahre 1906 fertiggestellt. Es steht in der Mitte des Ludwigsplatzes. Das Denkmal stammt von dem Bildhauer Ludwig Habich und dem Architekten Friedrich Pützer.
Das Standbild besteht aus fränkischem Muschelkalk. Im vierpassförmigen, niedrigen Wasser-Bassin auf einer runden Basis steht ein höheres Wasserbecken, das durch vier Pfeiler mit Bronzereliefs, gestaltet von Ludwig Habich, betont wird. Unter den Reliefs befinden sich vier kleine, als Tierköpfe ausgebildete, bronzene Wasserspeier. Auf dem über 5 Meter hohen Steinpfeiler mit den seitlichen Wasserspeiern steht in der Mitte die rund 3,50 Meter hohe Figur Otto von Bismarcks. Zur Sicherung der Standfestigkeit befindet sich ein Steinblock mit Eichenlaub-Dekor am Fußende zwischen dem Mantelsaum und den Füßen. Der „eiserne Kanzler“ ist, wie bei vielen anderen Bismarckdenkmalen Deutschlands, als Militär dargestellt, mit Pickelhaube, Uniformmantel und Stiefel. Bismarck war seit März 1890 Ehrenbürger der Stadt Darmstadt.

## Reparaturarbeiten und Sanierungen
1976 restaurierte Eberhard Worsch das Denkmal, 1992 wurde der Brunnen technisch überholt.
2012 wurde eine große Sanierung durch private Spenden initiiert und unterstützt. Den Spendern wird mit einer Tafel am Brunnenrand gedankt.
2021 wurde nach Abstimmung mit dem Denkmalschutz die obere Brunnenschale mit einer Kunstgewebebeschichtung ausgekleidet und am unteren Becken undichte Fugen ausgebessert.

## Sonstiges
Das Bismarckdenkmal ersetzte den Hassiabrunnen auf dem  Ludwigsplatz.

## Bildergalerie

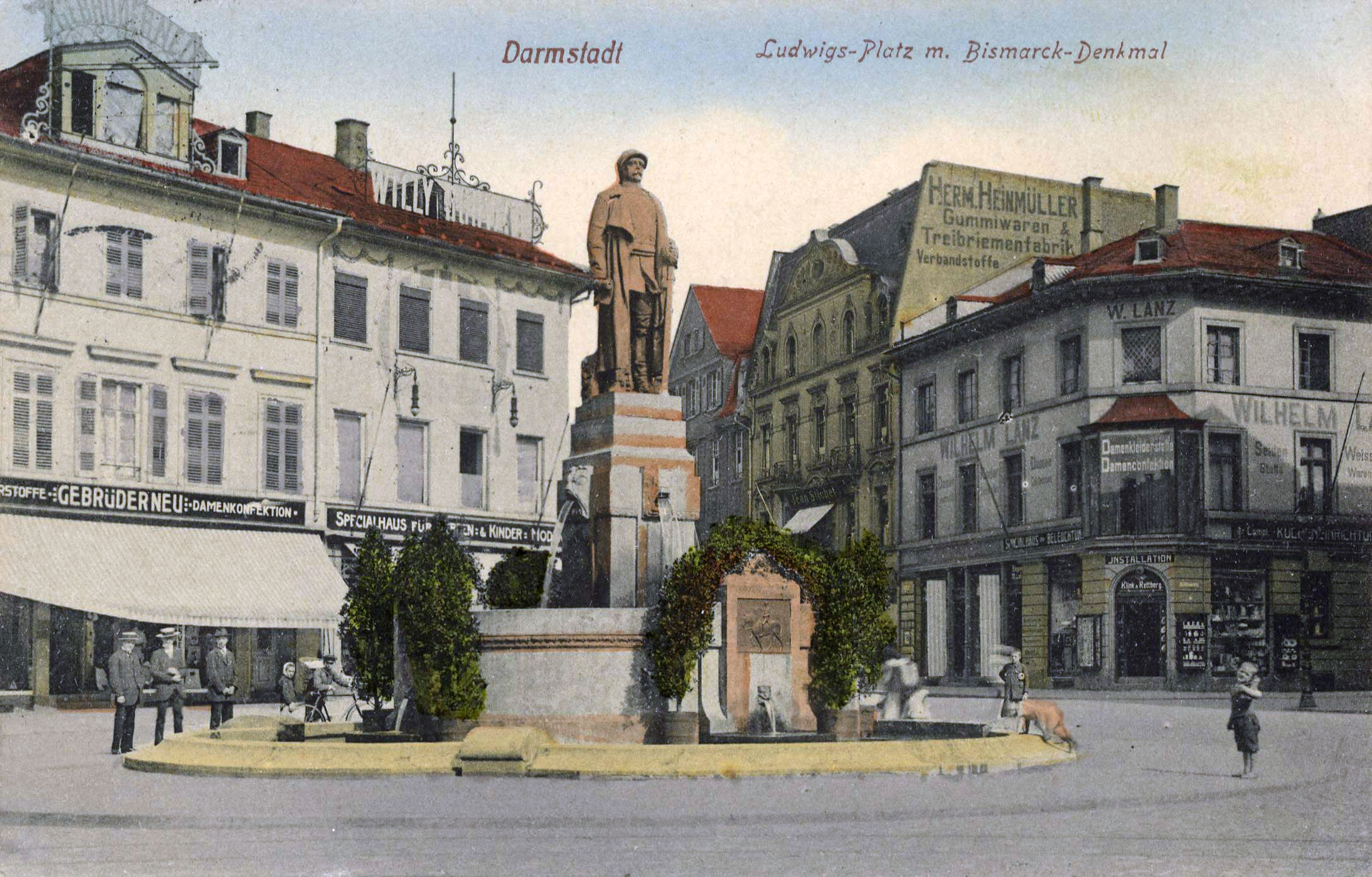
Bismarckdenkmal (Historische Ansicht)
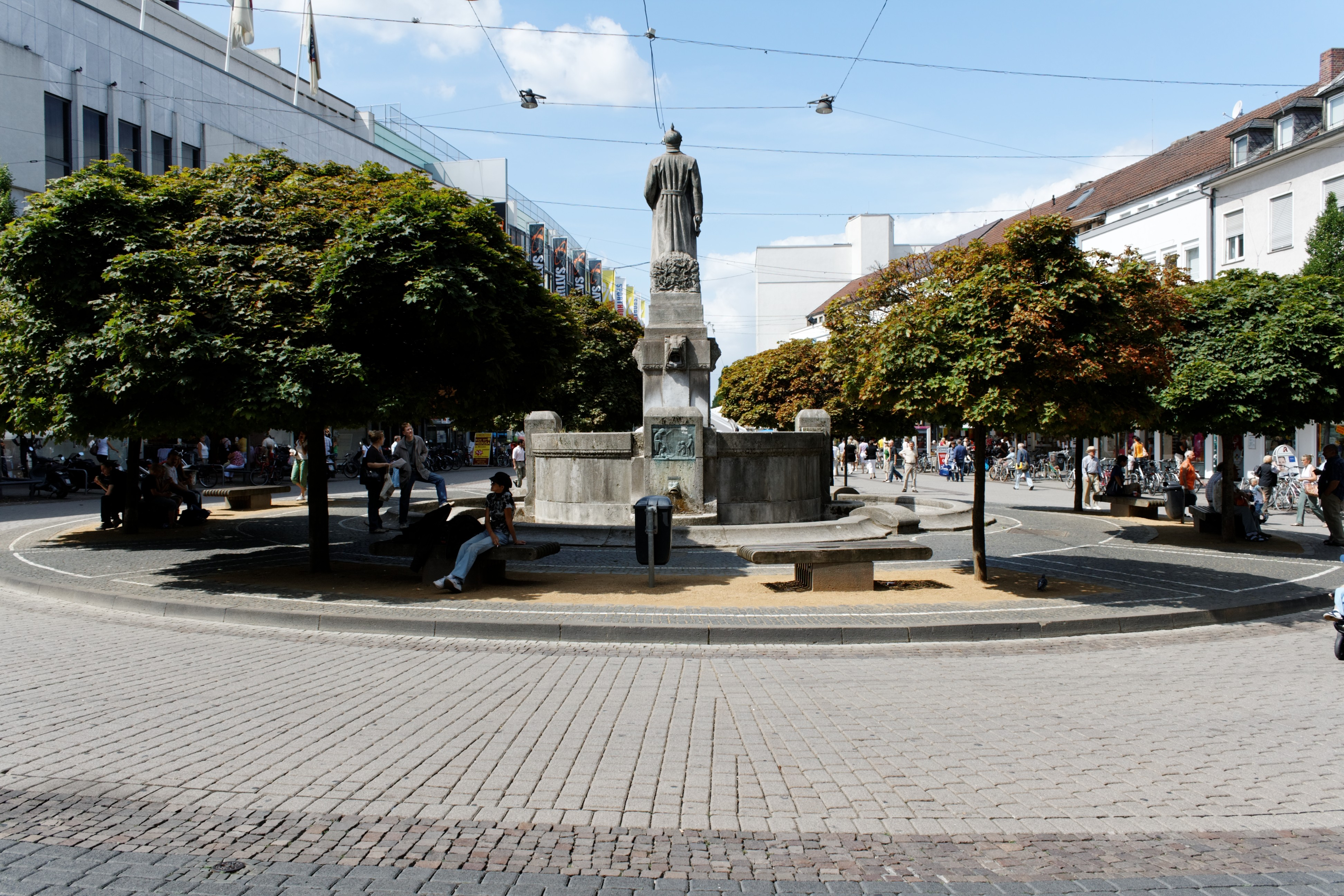
Bismarckdenkmal (2008)